# Елисеев, Фёдор Иванович
Фёдор Иванович Елисеев (11 ноября 1892 — 3 марта 1987) — полковник, кубанский казак, участник Первой мировой войны, Гражданской войны. Деятель белой эмиграции.

## Автобиография

Казак И. Г. Елисеев с сыновьями

Братья Фёдор (стоит) и Георгий Елисеевы. Тифлис, февраль 1917

Фёдор Иванович Елисеев родился 11 ноября 1892 г. в станице Кавказской Кубанского казачьего войска в казачьей семье. В 1910 поступил на военную службу вольноопределяющимся в 1-й Екатеринодарский кошевого атамана Чепеги полк. 1910 успешно сдал вступительный экзамен в Оренбургское казачье училище. Окончил училище взводным портупей-юнкером с двумя золотыми жетонами за джигитовку и гимнастику, выпущен 1913 в чине хорунжего в 1-й Кавказский Наместника Екатеринославского Генерал-Фельдмаршала Князя Потёмкина-Таврического полк ККВ, базирующийся в г. Мерве (Туркестанского ВО).

### Великая война
С началом Первой мировой войны 25 августа 1914 года, он выступил с полком через Баку, Елисаветполь, Тифлис, Александрополь и Персию в Турцию на Кавказский фронт. Непрерывно в строю: младший офицер сотни, полковой адъютант. В середине февраля 1917 года был командирован в Петроград для представления на службу в Собственный Его Императорского Величества Конвой. Революция застала его в Петрограде, и по этой причине он был вынужден вернуться в свой 1-й Кавказский полк. В середине апреля 1917 года по мобилизационному плану 5-я Кавказская казачья дивизия под командованием генерала Томашевского была переброшена из-под Карса в Финляндию на Западном фронте, где он стал командиром сотни. Был награждён шестью боевыми орденами до ордена Св. Владимира 4-й ст. с мечами и бантом включительно.

### Белое движение
По возвращении казачьих частей на Кубань — активный участник восстания против большевиков в Кавказском отделе Войска в марте 1918 г, командир конного отряда. Потерпев неудачу, восставшие рассеиваются. Елисеев конспиративно пробирается в Ставрополь. С освобождением города частями полковника А. Г. Шкуро 8 июля 1918 поступает к нему в отряд и начинает свою боевую работу в Белом движении. 13 сентября 1918 г. командир сотни в Корниловском конном полку ККВ; помощник командира полка Н. Г. Бабиева, с 26 декабря 1918 г. есаул, с 2 февраля 1919 г. командир того же полка, со 2 мая 1919 г. в распоряжении штаба Кубанского казачьего войска, с 18 октября 1919 г. командир 2-го Хопёрского полка, с ноября 1919 г. — Сводно-Хопёрского полка, с 6 февраля 1920 г. командир 1-го Лабинского полка, с 20 февраля и с 26 марта 1920 г. одновременно командующий 2-й Кубанской казачьей дивизией. Полковник (19 апреля 1919 г.; одновременно с чином войскового старшины). Взят в плен 25 апреля 1920 г. под Сочи, содержался в лагере в Екатеринбурге, откуда совершил побег в Олонецкую губернию.

### Эмиграция
30 августа 1921 г. переходит границу с Финляндией.
Атаман Финляндско-Кубанской станицы, работа на лесопильной фабрике… В октябре 1924 г., получив визы, вместе со своими казаками он отбывает во Францию. В 1925—1926 гг. — организатор и главный участник джигитовки под руководством генерал-лейтенанта Шкуро в Париже и по странам Европы. В г. Виши полковник Елисеев назначается представителем Кубанского войскового атамана генерал-майора В. Г. Науменко, начальником армейской рабочей группы РОВС, активно помогает Русскому зарубежному союзу военных инвалидов генерала от кавалерии Н. Н. Баратова. В 1930—1933 гг. в Париже Обществом ревнителей Кубани под руководством Ф. И. Елисеева были выпущены три номера иллюстрированного журнала «Кубанское Казачество» (около 100 стр.) и журнал «Россия» № 7, посвящённый Кубанскому казачьему войску (свыше 50 гравюр и фотографий, 50 стр.), в котором приняли участие атаманы Краснов, Богаевский, Науменко и другие казачьи деятели. С 1933 по 1939 гг. — руководитель группы джигитов в «кругосветном турне» по Индии, на островах Ява, Борнео, Филиппинах, в Индокитае, Бирме, Сиаме, Малайе, Сингапуре и других странах. С 1937—1938 гг., жил в Шанхае, был назначен представителем Кубанского атамана на Дальнем Востоке для установления и поддержания связи с главой Дальневосточной эмиграции атаманом Г. М. Семеновым.

### Вторая мировая
В 1939 г. на о. Суматра Елисеева застает Вторая мировая война. Как офицер союзной армии по Первой мировой он вступает офицером во Французский Иностранный легион в Индокитае, участвует в боях с японцами. В 1945 г., прикрывая отход батальона легионеров и спасая раненого товарища, сам дважды раненый, попадает в плен. После освобождения в 1946 г. возвращается во Францию. За боевые отличия в Легионе Елисеев награждался девять раз, в том числе орденом Круа де Герр (Военного Креста) 2-й ст. с золотой звездой на ленте.

Генерал Сабаттье, Командующий Французскими войсками в Китае — награждает Военным Крестом 2-й степени с золотой звездой на ленте, Елисеева Феодора, Лейтенанта 5-го пех. полка Иностранного Легиона Французской армии.
«Офицер… исключительного хладнокровия, своим спокойствием и презрением к опасности вызывал восхищение среди подчинённых во время ежедневных боев… Тяжело контуженный 2-го апреля 1945 года, он командовал взводом легионеров в арьергарде, прикрывая отход батальона под жестким и близким огнём противника. Числить без вести пропавшим».
— Выписка из приказа от 9.04.1945 года

### Долг и Верность
В 1947—1948 гг. работал с группой джигитов в Голландии, Швейцарии и Бельгии. Когда он слез с седла, ему было 56 лет. Ещё в джигитовке по странам Юго-Восточной Азии Ф. И. Елисеев закончил писать свой труд (5 тысяч страниц), посвящённый истории полков Кубанского казачьего войска с начала XX в.

«Фёдор Иванович Елисеев — не только боевой офицер, но один из наиболее крупных военных историков и мемуаристов русского зарубежья. Он оставил тысячи страниц произведений, посвященных истории полков Кубанского казачьего войска, начиная с предвоенного времени. Собственно, большую часть того, что было написано в эмиграции по истории кубанских частей, составляют именно труды Ф. И. Елисеева. Да и за исключением ряда высших руководителей Белого движения и профессиональных военных историков, пожалуй, никто другой среди русской военной эмиграции не оставил такого обширного наследия. Свод воспоминаний Ф. И. Елисеева о полках Кубанского казачьего войска, в которых ему довелось служить, по объёму, степени подробности и насыщенности фактическим материалом практически не имеет себе равных в такого рода литературе, и является ценнейшим источником по истории Первой мировой и Гражданской войн…»— С.В. Волков.
 Умер Фёдор Иванович Елисеев на 95-м году жизни 3 марта 1987 г. в Нью-Йорке США.

## Сочинения
- История Войскового гимна Кубанского казачьего Войска. Париж, 1930. (Брошюра, 28 с.; частично вошла в брошюру № 3 «На берегах Кубани». Нью-Йорк, 1957). 2-е изд. Нью-Йорк, 1950.
- Генерал Эльмурза Мистулов: К 15-летию трагической гибели (Командир 1-го Кавказского полка ККВ, Турецкий фронт, 1916 - 17 гг.). Париж, 1933. (Брошюра, 500 экз.; переработана в 1953 г.).
- Генерал Г.К. Маневский (В Храм Войсковой Славы. К 20-летию трагической гибели). Париж, 1939. (Брошюра не сохранилась).
- История Войскового гимна и наш полк (Краткие сведения о 1-м Кавказском полку ККВ). Нью-Йорк, 1950. (1 брошюра, 24 с.; 2-е изд. - другая редакция).
- Генерал Эльмурза Асламбекович Мистулов: Командующий Войсками Терского Войска в 1918 г. Нью-Йорк, 1953. (1 брошюра, 24 с.; 2-е изд.).
- На берегах Кубани и партизан Шкуро. Нью-Йорк, 1955. (2 брошюры, 52 с., первая редакция).
- На берегах Кубани (Посвящается 1-му Екатеринодарскому Кошевого Атамана Чепеги полку 1910 г.). Нью-Йорк, 1955 – 1957. (3 брошюры, 76 с.; первые две брошюры в другой редакции вышли как «Первые шаги военной службы». Нью-Йорк, 1966. 43 с.).
- Рейд сотника Гамалия в Месопотамию в мае 1916 г. (с сотней казаков 1-го Уманского полка для связи с Британскими войсками). Нью-Йорк, 1956. (2 брошюры, 60 с.).
- В Храм Войсковой славы. Казачьи части на Кавказском фронте в 1914 - 1917 гг. и наш полк. (Полки Кубанского, Терского, Донского, Забайкальского, Сибирского и Оренбургского казачьих Войск). Нью-Йорк, 1956 – 1960. (13 брошюр, 318 с.).
- С Корниловским конным полком на берегах Кубани, на Ставрополье и в Астраханских степях в 1918 - 1919 гг. Нью-Йорк, 1959. (14 брошюр, 321 с.).
- Песни Кубанских казаков (по 40 песен строевых полков «линейцев» и «черноморцев»). Нью-Йорк, 1960. (2 брошюры, 62 с.).
- Наш полк в месяцы революции 1917 - 1918 гг. Нью-Йорк, 1961. (Продолжение брошюр «В Храм Войсковой славы»; 5 брошюр, 156 с.).
- С Хопёрцами от Воронежа и до Кубани в 1919 - 1920 гг. Нью-Йорк, 1961 – 1962. (5 брошюр, 155 с.).
- Первые шаги молодого хорунжего, 1913 - 1914 гг. (г. Мерв, Закаспийской обл.). Нью-Йорк, 1962. (5 брошюр, 190 с.).
- Лабинцы и последние дни на Кубани, 1920 г. Нью-Йорк, 1962 – 1964. (9 брошюр, 300 с.).
- «Одиссея» по Красной России (продолжение «Лабинцев»). Нью-Йорк, 1964. (4 брошюры, 130 с.).
- Побег из Красной России (продолжение «Одиссеи»). Нью-Йорк, 1965. (1 брошюра, 38 с.; её, брошюры «“Одиссея” по Красной России» и брошюру № 4 «С Корниловским конным полком…» автор включил в цикл «Лабинцы»).
- На коне по Белу Свету (турне джигитов с 1925 по 1940 гг. в Европе и по странам Юго-Восточной Азии). Нью-Йорк, 1965 – 1966. (3 брошюры, 100 с.).
- В Индокитае против японцев и в плену у них, 1945 г. (В Иностранном Легионе Французской армии). Нью-Йорк, 1966. (120 с.).
- Оренбургское казачье военное училище, 1910 – 1913 гг. Нью-Йорк, 1967 – 1968. (13 брошюр, 368 с.).
- Наказной Атаман Кубанского казачьего Войска генерал Бабыч. 1908 - 1917 гг. Нью-Йорк, 1971. (1 брошюра, 25 с.).
- На берегах Кубани и партизан Шкуро. 2-е изд., доп. и перераб. Нью-Йорк, 1972. (4 брошюры, 120 с.).
- Современные переиздания:
  - Казаки на Кавказском фронте, 1914 – 1917 / Сост., науч. ред. и комм. П.Н. Стрелянов (Калабухов). М., 2001.
  - С Корниловским конным / Сост., науч. ред. и комм. П.Н. Стрелянов (Калабухов). М., 2003.
  - С Хопёрцами // Дневники казачьих офицеров / Сост., науч. ред. и комм. П.Н. Стрелянов (Калабухов). М., 2004.
  - В Иностранном Легионе и в плену у японцев / ред.-сост. П.Н. Стрелянов (Калабухов). М., 2005.
  - Первые шаги молодого хорунжего / ред.-сост. П.Н. Стрелянов (Калабухов). М., 2005.
  - Лабинцы. Побег из красной России / ред.-сост. П.Н. Стрелянов (Калабухов). М., 2006.
  - Джигитовка казаков по Белу Свету / ред.-сост. Стрелянов (Калабухов). М., 2006.
- Исследования:
  - Стрелянов (Калабухов) П.Н. Одиссея казачьего офицера: Полковник Ф.И. Елисеев. М., 2001.

## Семья
- Елисеев Андрей Иванович — род. в ст. Кавказской ККВ. В Первую мировую войну Георгиевский кавалер (1915). Окончил Телавскую школу прапорщиков, хорунжий 3-го Кавказского полка ККВ (на 12.1916). Участник восстания казаков в Кавказском отделе ККВ (март 1918 г.), Во ВСЮР войсковой старшина 1-го Кавказского полка ККВ (1920). В апреле 1920 года при капитуляции Кубанской армии под Адлером — Сочи попал в плен к РККА. В лагерях, расстрелян вместе с сыном в 1930-х годах.
- Елисеев Георгий Иванович (1896—1920) — род. в станице Кавказской ККВ. В Первую мировую войну вольноопределяющийся 1-го Кавказского наместника Екатеринославского генерал-фельдмаршала князя Потемкина-Таврического полка ККВ (1916). Окончил Тифлисское великого князя Михаила Николаевича военное училище (29 марта 1917) с производством в прапорщики и назначением в 5-ю пластунскую запасную сотню ККВ. Хорунжий 2-го Черноморского полка ККВ. Участник восстания казаков в Кавказском отделе ККВ (март 1918). Во ВСЮР и Русской Армии есаул Корниловского конного полка. В ходе гражданской войны был 4 раза ранен, погиб в Таврии в июле 1920 года.

### Работы
- [militera.lib.ru/memo/russian/eliseev_fi/index.html «Казаки на Кавказском фронте 1914—1917»]
- «Последние бои на Кубани. Капитуляция Кубанской армии.»
- «С Корниловским Конным»
- «С хопёрцами»